# Richard O'Connor
Richard Nugent O'Connor (Srinagar (Brits-Indië), 21 augustus 1889 – Londen, 17 juni 1981) was een Britse generaal die diende tijdens de Tweede Wereldoorlog.

## Eerste jaren
O'Connor studeerde in 1899 aan de Tonbridge Castle School en in 1902 aan de Towers School in Crowthorne. In 1903 na zijn vaders dood ging hij studeren aan de Wellington School in Somerset. In 1908 ging hij studeren aan de Royal Military Academy Sandhurst. In oktober 1909 werd hij toegevoegd aan het 2de Bataljon van de Cameronians. Hij behield voor de rest van zijn leven nauwe banden met de eenheid. In januari 1910 was het bataljon gestationeerd in Colchester en 1911 tot 1912 was hij gestationeerd op Malta als een Regimental Signals Officer.
Tijdens de Eerste Wereldoorlog diende O'Connor als signal officer van de 22e Brigade van de 7e Infanteriedivisie en voerde het bevel als kapitein van de 7th Division's Signals Company  en brevet brigade major in 91 Brigade van de 7e Divisie. In februari 1915 werd hij onderscheiden met het Military Cross. In maart 1915 was hij betrokken bij gevechten bij Arras en Bullecourt. O'Connor werd in juni 1917 onderscheiden met de Distinguished Service Order (DSO) en benoemd tot brevet luitenant-kolonel en kreeg het bevel over de 2de Infanteriebataljon van de Honourable Artillery Company die deel uitmaakte van de 7e Divisie. In november 1917 werd de divisie overgeplaatst naar Italië om de Italianen te helpen in hun strijd tegen Oostenrijk-Hongarije. Aan het einde van 1918 veroverde het 2de Bataljon het eiland Grave di Papadopoli in de rivier Piave. Hiervoor ontving O'Connor de Italiaanse Zilveren Medaille van Eer en een gesp op de al ontvangen DSO.  Aan het einde van de oorlog had O'Connor de rang van kapitein bereikt.

## Interbellum
In 1920 werd O'Connor toegevoegd aan de Staff College in Camberley. O'Connor was van 1921 tot 1924 brigade major van de Experimental Brigade (of 5 brigades) onder bevel van de John Frederick Charles Fuller.
O'Connor keerde terug naar zijn oude eenheid The Cameronians en diende daar als adjudant van 1924 tot 1925. Van 1925 tot 1927 was hij compagniecommandant op Sandhurst en keerde van 1927 tot 1929 terug naar Camberley als een instructeur. In 1930 diende hij bij het 1ste Bataljon van de The Cameronians in Egypte en van 1931 tot 1932 in Lucknow in India. Van 1932 tot 1934 was hij een General Staff Officer, Grade 2 bij de War Office en werd in 1935 toegevoegd aan de Imperial Defence College in Londen. In oktober 1935 werd O'Connor bevorderd tot brigadier en kreeg het bevel over de Peshawar Brigade in Noordwest-India. In september 1938 werd hij bevorderd tot generaal-majoor en benoemd tot bevelhebber van de 7e Divisie in Palestina samen met de extra verantwoordelijkheid als militair gouverneur van Jeruzalem.
In augustus 1939 werd de 7e Divisie verplaatst naar het fort bij Marsa Matruh in Egypte, waar hij het gebied moest verdedigen tegen een mogelijke Italiaanse aanval vanuit Libië.

## Tweede Wereldoorlog

### Noord-Afrika
Italië verklaarde op 10 juni 1940 de oorlog aan Groot-Brittannië en Frankrijk en O'Connor werd snel daarna benoemd tot bevelhebber van de Western Desert Force. Hem werd door luitenant-generaal Henry Maitland Wilson, bevelhebber van de Britse troepen in Egypte opgedragen om de Italiaanse troepen uit Egypte te verdrijven, het Suezkanaal en Britse punten te beschermen tegen een aanval.
Op 13 september 1940 sloeg Graziani toe: zijn troepen rukte 100 kilometer op in Egypte waar ze de stad Sidi Barrani bereikte en door benzinetekort begonnen in te graven. O'Connor ging een tegenaanval voorbereiden. Hij had de 7e Pantserdivisie en de Indische 4e Infanteriedivisie samen met twee brigades. Britse en Gemenebest troepen in Egypte bestonden in total uit 36.000 man. De Italianen hadden vijf keer meer troepen samen met honderd meer tanks en artilleriestukken en een betere luchtsteun. Ondertussen vonden kleine aanvallen plaats bestaande uit de 7e Pantserdivisie en de nieuw gevormde Long Range Desert Group om de Italianen te bestoken en te misleiden. De Royal Navy en Royal Air Force bombardeerde vijandelijke steunpunten en vliegvelden.
Het tegenoffensief, Operatie Compass begon op 8 december 1940. De kleine troepenmacht van O’Connor bestaande uit 31.000 man, 275 tanks en 120 stukken artillerie met steun van de RAF en de Royal Navy konden een gat slaan in de Italiaanse verdedigingen bij Sidi Barrani. De Desert Force sloegen een strook door het Italiaanse achterland en vochten een weg tussen de woestijn en de kust en veroverde versterking na versterking door hen af te snijden en te isoleren. De Italiaanse kanonnen waren geen partij voor de zware Britse Matilda II tanks. Midden december 1940 waren de Italianen uit Egypte verdreven en er waren 38.000 man krijgsgevangen gemaakt en met achterlating van grote aantallen materieel.
De Desert Force pauzeerde even  en ging daarna door met de aanval richting Libië. Op dit punt beviel generaal Archibald Wavell dat de Indische 4e Infanteriedivisie naar Oost-Afrika zou worden overgeplaatst. De ervaren divisie werd vervangen door de onervaren Australische 6e Divisie die ongetraind waren voor een woestijnoorlog. Ondanks deze tegenslag werd het offensief voortgezet met minimale vertraging en eind december 1940 belegerde en nam de 6e Australische Divisie Bardia in en 40.000 man en 400 kanonnen vielen in hun handen.
Aan het begin van januari 1941 werd de Western Desert Force hernoemd in het 13e legerkorps en op 9 januari 1941 werd de aanval hervat. Tegen 12 januari werd de strategische havenstad Tobroek omsingeld. Op 22 januari viel de stad en werd 27.000 Italianen krijgsgevangen gemaakt samen met waardevolle materieel, voedsel en wapens. Toen Tobroek viel werd besloten dat het 12e Legerkorps rechtstreeks onder Wavell en de Middle East Command moet komen te staan en niet meer onder het hoofdkwartier van de Britse troepen in Egypte. Op 26 januari 1941 trokken de overgebleven Italiaanse divisies in Oost-Libië zich via de kust terug naar het noordwesten. O’Connor zetten een snel een aanval in om hen onder druk te zetten en af te snijden, hij zendt zijn pantsers in een brede flankbeweging richting het zuiden door de woestijn terwijl de infanterie via de kust richting het noorden oprukte. De lichte pantsereenheden van de 4e Pantserbrigade arriveerde op 5 februari 1941 bij Beda Fomm voor de vluchtende Italianen en blokkeerden hun belangrijkste kustroute en ontsnappingsroute. Twee dagen later na een kostbare en mislukte poging om door de blokkade te breken en met de belangrijkste Britse infanterie-eenheid die vanuit Bengazi naar hen oprukten resulteerde in de overgave van de Italianen.
In twee maanden tijd was de XII Corps/Western Desert Force 1.300 kilometer opgerukt, vernietigde bijna een geheel Italiaans leger van tien divisies en namen 130.000 mannen krijgsgevangen en veroverde 400 tanks en 1.292 kanonnen ten koste van 500 doden en 1.373 gewonden. O’Connor werd voor zijn verdiensten benoemd Ridder Commandeur in de Britse Orde van het Bad.

### Omkeer en gevangenneming
In een strategische betekenis was echter de overwinning van Operatie Compass nog niet voltooid; de Italianen hadden nog de zeggenschap over het grootste deel van Libië en bezatten de kracht waar rekening gehouden moest worden. De asmogendheden bleven in Noord-Afrika een bedreiging voor Egypte en het Suezkanaal. O'Connor was hier bewust van en pleitte bij Wavell om hem met alle kracht toe te laten op te rukken richting Tripoli om de Italianen te verslaan. Wavell en de Henry Maitland Wilson, de militaire gouverneur van Cyrenaica waren het mee eens en het 13e Legerkorps hervatte de aanval. Maar O'Connor's nieuwe offensief zou van korte duur zijn. Toen het Corps El Agheila bereikte beviel Winston Churchill om daar halt te houden. De asmogendheden hadden een invasie in Griekenland gepleegd en Wavell wilde zo snel mogelijk alle beschikbare eenheden daarheen sturen. Wavell nam de Australische 6e Divisie, een deel van de 7e Pantserdivisie en het meeste van de voorraden en luchtsteun weg van deze gedoemde operatie. Het 13e Legerkorps was sterk beschadigd en O'Connor werd benoemd tot bevelhebber van de Britse troepen Egypte in Caïro.
In maart 1941 zond Hitler Erwin Rommel en het Afrikakorps naar Libië om de Italianen te helpen. Op 31 maart 1941 begon Rommel met de aanval. De onervaren 2e Pantserdivisie werd bijna geheel verslagen en op 2 april wilde Wavell over de problemen praten met luitenant-generaal Philip Neame (opvolger van Wilson), nu de commandant van de Britse en Gemenebest troepen in Cyrenaica. O'Connor werd naar voren geroepen en kwam de volgende dag vanuit Caïro maar weigerde Neame’s commando te gehoorzamen vanwege zijn gebrek aan vertrouwdheid met de heersende omstandigheden. Hij stemde ermee in om te blijven om te adviseren.
Op 6 juni 1941 werden O'Connor en Neame terwijl ze reisden naar hun hoofdkwartier die zich had teruggetrokken van Maraua naar Timini door een Duitse patrouille vlak bij Martuba gevangengenomen.

### Gevangenschap en ontsnapping
O'Connor bracht de volgende twee en een half jaar door als een krijgsgevangene en bracht zijn gevangenschap voornamelijk door in Castello di Vincigliata vlak bij Florence. Hier was hij samen met Neame in gezelschap met generaal-majoor Adrian Carton de Wiart en air vice marshal Owen Tudor Boyd. Hoewel de omstandigheden van hun gevangenschap niet onaangenaam waren, vormde de officieren snel een ontsnappingsclub om te proberen uit te breken. De eerste poging was een simpelweg via de kasteelmuren omlaag te klimmen wat resulteerde in een maand eenzame opsluiting. De tweede poging was via een tussen oktober 1942 en maart 1943 gegraven tunnel waardoor de Nieuw-Zeelandse brigadiers James Hargest en Reginald Miles lukte om Zwitserland te bereiken. O'Connor en De Wiart reisde bijna een week te voet, toen ze in de buurt van Bologna werden opgepakt. De straf was weer een maand eenzame opsluiting.
Het was alleen door de Italiaanse capitulatie in september 1943 dat de laatste poging succesvol was. Met de hulp van het Italiaanse verzet konden Boyd, O'Connor en Neame ontsnappen. Na een mislukte ontmoeting met een onderzeeër arriveerde ze per boot in Termoli en vanuit daar vertrokken ze in de richting van Bari waar ze op 23 december 1943 arriveerden en werden verwelkomd door generaal Harold Alexander. Na zijn terugkeer in Groot-Brittannië verkreeg O'Connor zijn ridderschap dat hij in 1941 al had gekregen en werd tot luitenant-generaal bevorderd. Montgomery wilde dat O'Connor hem zou opvolgen als bevelhebber van het Achtste Leger, maar de post ging naar Oliver Leese en O'Connor kreeg het bevel over een legerkorps.

### Normandië en Operatie Market Garden
Op 21 januari 1944 kreeg O'Connor het bevel over de 8e Legerkorps. Het legerkorps bestond uit de Guards Pantserdivisie, 11e Pantserdivisie, 15e (Schotse) Infanteriedivisie samen met de 6e Guards Tank Brigade, 8e Group Royal Artillery en de 2e Household Cavalry Regiment.
Op 11 juni 1944 arriveerde O'Connor samen met het 8e Legerkorps in Normandië in de sector Caen. O'Connors eerste missie (samen met de 43e (Wessex) Infanteriedivisie) was Operatie Epsom, een uitbraak vanuit de bruggenhoofden die gebouwd waren door de Canadese 3e Infanteriedivisie, staken de rivieren Odon en Orne over en beveiligde de posities ten noordoosten van Bretteville-sur-Laize en sneden Caen vanuit het zuiden af. Maar heel Caen afsnijden ging moeilijker. Het 8e Legerkorps werd teruggedrongen over de rivier Orne en O’Connor probeerde weer een bruggenhoofd in handen te krijgen tijdens Operatie Jupiter, maar met weinig succes. Hoewel de operatie had gefaald in zijn tactische doelstellingen was Montgomery blij met de strategische voordelen van het bezighouden van de Duitse reserve-pantsereenheden in de sector Caen.
Nadat hij op 12 juli in reserve was teruggetrokken, was de volgende grote actie voor het 8e Legerkorps Operatie Goodwood, waarvoor het Corps werd ontdaan van zijn infanteriedivisies, maar een derde pantserdivisie (7e Pantserdivisie) werd toegevoegd. De aanval begon op 18 juli door een massaal bombardement van de 9th USAAF en eindigde op 20 juli met drieledige aanval op Bras en Hubert-Folie aan de rechterzijde, Fontenay aan de linkerzijde en Bourguébus in het midden. Echter, de aanval liep vast door regen, die het slagveld in een modderpoel veranderde; de belangrijkste doelen waren niet ingenomen, met name Bourguébus, dat de sleutel was voor de uitbraak.
De volgende taak van het 8e Legerkorps was deelname aan Operatie Bluecoat ten zuidwesten van Caen. De 15e Schotse Divisie vielen aan vanuit de richting van Vitre in het oosten en in het westen vanuit Bois du Homme om de Amerikanen te ondersteunen. Een snelle opmars werd gevolgd door twee dagen hevige gevechten met veel verliezen aan beide kanten.
O'Connor kwam erachter dat het 8e Legerkorps geen rol zou spelen in de volgende de fase, het verdrijven van de Duitsers uit Frankrijk. Het 8e Legerkorps werd in reserve geplaatst en zijn transport werden gebruikt om het 30e Legerkorps en het 12e Legerkorps te bevoorraden. Eind augustus verminderd vertrokken de Guards Pantserdivisie en de 11e Pantserdivisie naar het 30e Legerkorps en de 15e (Schotse) Divisie naar het 12e Legerkorps.
O'Connor bleef het bevel voeren over het 8e Legerkorps en hem werd de opdracht gegeven om het 30e Legerkorps van Brian Horrocks tijdens Operatie Market Garden te ondersteunen. Vervolgens nam hij in het oosten van Brabant en het noorden van Limburg deel aan de Slag om Overloon. Op 27 november 1944 werd hij ontheven van zijn post en tot opvolger benoemd van Mosley Mayne als General Officer Commanding-in-Chief, Eastern Command in India.

## Na de Tweede Wereldoorlog
In november 1945 werd O'Connor bevorderd tot generaal en benoemd tot General Officer Commanding-in-Chief Northern Command in India. Van 1946 tot 1947 was hij Adjutant-General to the Forces en Aide de Camp General bij koning George VI. Zijn carrière als Adjutant-General was maar kort. Na onenigheid over de geannuleerde demobilisatie van de troepen die gestationeerd waren in het Verre Oosten bood O’Connor in september 1947 zijn ontslag aan dat ook werd aanvaard. Kort daarna werd hij benoemd tot Ridder Grootkruis in de Britse Orde van het Bad.
O'Connor ging in 1948 met pensioen. Ondanks dit bleef hij verbonden met het leger en nam andere verantwoordelijkheden op. Hij was van 1948 tot 1959 commandant van de Army Cadet Force in Schotland, kolonel van de Cameronians (1951-1954), lord lieutenant van Ross and Cromartry (1955-1964) en diende als lord high commissioner bij de Algemene Assemblee van de Kerk van Schotland (1964). Hij werd in juli 1971 benoemd in de Orde van de Distel. Hij stierf op 17 juni 1981 in Londen op 91-jarige leeftijd.

## Militaire loopbaan
- Second Lieutenant: 18 september 1909[2]
- Lieutenant: 6 mei 1911[2]
- Captain: 11 maart 1915[2]
- Titulair Major: 1 januari 1917[2]
- Major: 16 december 1926[2]
- Titulair Lieutenant-Colonel: 17 december 1926[2]
- Lieutenant-Colonel: 12 januari 1936[2]
- Colonel: 3 april 1936[2]
  - Anciënniteit: 17 december 1929[2]
- Major-General: 29 september 1938[2]
  - Anciënniteit: 6 januari 1938[2]
- Lokaal Lieutenant-General: 5 oktober 1940 - 2 november 1940[2]
- Waarnemend Lieutenant-General: 3 november 1940 - 17 mei 1944[2]
- Lieutenant-General: 18 mei 1944[2]
  - Anciënniteit: 10 augustus 1941[2]
- General: 17 april 1945 (uitdiensttreding 30 januari 1948)[2]

## Decoraties
- Ridder in de Orde van de Distel op 26 april 1971[3]
- Ridder Grootkruis in de Orde van het Bad op 12 juni 1947[4]
  - Ridder Commandeur op 4 maart 1941[5]
  - Lid (Companion) op 11 juli 1940[6]
- Orde van Voorname Dienst (Verenigd Koninkrijk) op 16 augustus 1917[7]
  - Gesp (Bar) in 1918[8]
- Military Cross op 18 februari 1915[2]
- Commandeur in het Legioen van Eer[2]
- Croix de guerre 1939-1945 met Palm in 1944[2]
- Silver Medal of Military Valor in oktober 1918[8]
- 1914 Ster[2]
- Britse Oorlogsmedaille[2]
- Overwinningsmedaille (Verenigd Koninkrijk)[2]
- General Service Medal (1918)[2]
  - Gesp Palestijn 1936-1939[2]
- Hij werd meerdere malen genoemd in de Dagorders. Dat gebeurde op:
  - 17 februari 1915[2]
  - 1 januari 1916[2]
  - 4 januari 1917[2]
  - 15 mei 1917[2]
  - 18 december 1917[2]
  - 30 mei 1918[2]
  - 4 december 1918[2]
  - 6 januari 1919[2]
  - 5 juni 1919[2]
  - 15 september 1939[2]
  - 1 april 1941[2]
  - 27 januari 1944[2]
  - 22 maart 1945[9]